# Lilli (Niger)
Lilli (auch: Lili) ist ein Dorf in der Landgemeinde Safo in Niger.

## Geographie

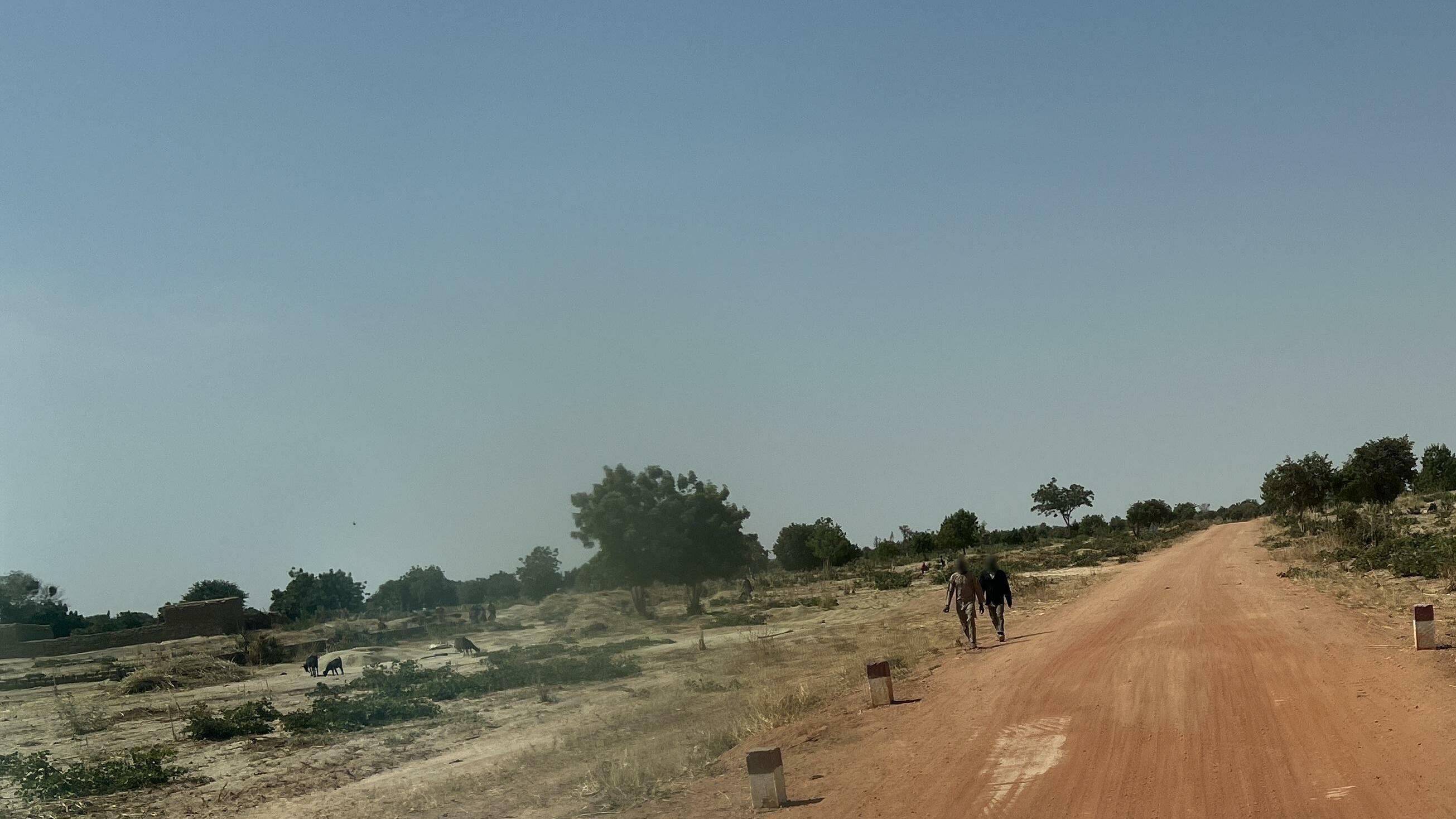
Ortsrand von Lilli (2023)

Das Dorf befindet sich rund 30 Kilometer südwestlich des Hauptorts Safo der gleichnamigen Landgemeinde, die zum Departement Madarounfa in der Region Maradi gehört. Zu den Siedlungen in der näheren Umgebung von Lilli zählen Moullé Sofoua im Nordosten, Baban Rafi im Süden und Dan Kano im Südwesten.
Lilli ist Teil der Übergangszone zwischen Sahel und Sudan. Die durchschnittliche jährliche Niederschlagsmenge beträgt hier zwischen 400 und 500 mm. Südlich der Siedlung erstreckt sich der Wald von Baban Rafi, die größte und am dichtesten bewaldete Baumsavanne in der Region Maradi. Hier wachsen Flügelsamengewächse, die an manchen Stellen mit Mimosengewächsen vergesellschaftet sind.

## Geschichte
Bei einem nach der Ernährungskrise von 2005 von der dänischen Sektion von CARE International von 2006 bis 2009 durchgeführten Projekt zur Vorbeugung und Bewältigung von Ernährungskrisen wurde in Lilli wie in 50 weiteren Orten in Niger ein gemeinschaftliches Frühwarn- und Notfallsystem aufgebaut.

## Bevölkerung
Bei der Volkszählung 2012 hatte Lilli 1431 Einwohner, die in 186 Haushalten lebten. Bei der Volkszählung 2001 betrug die Einwohnerzahl 979 in 146 Haushalten und bei der Volkszählung 1988 belief sich die Einwohnerzahl auf 1132 in 193 Haushalten.

## Wirtschaft und Infrastruktur

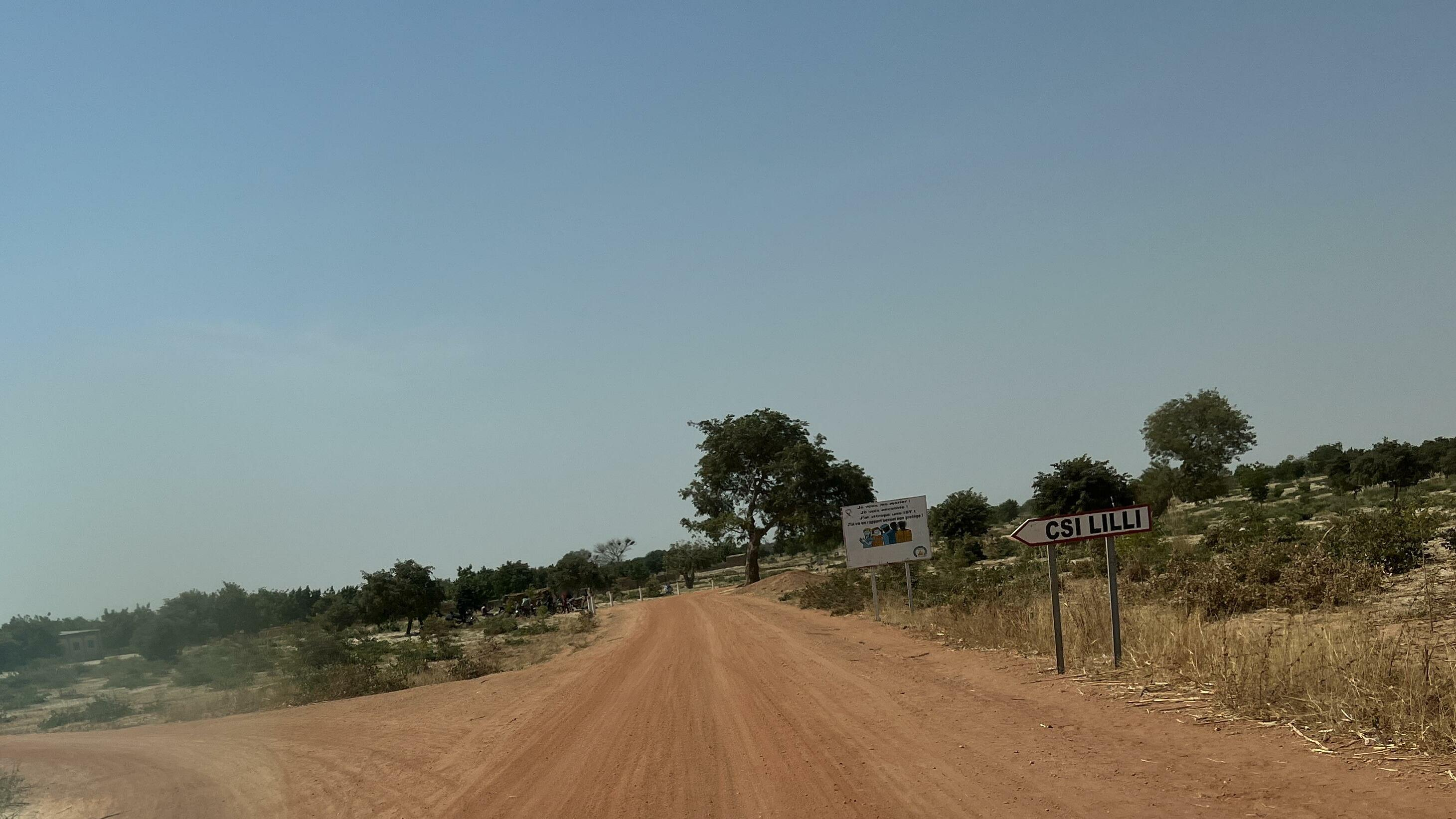
Straßenabzweigung zum CSI Lilli (2023)

Im Dorf ist ein Gesundheitszentrum des Typs Centre de Santé Intégré (CSI) vorhanden. Es gibt eine Schule. In Lilli wird Saatgut für Augenbohnen, Hirse und Sorghum produziert.